# Polarfuchsfell

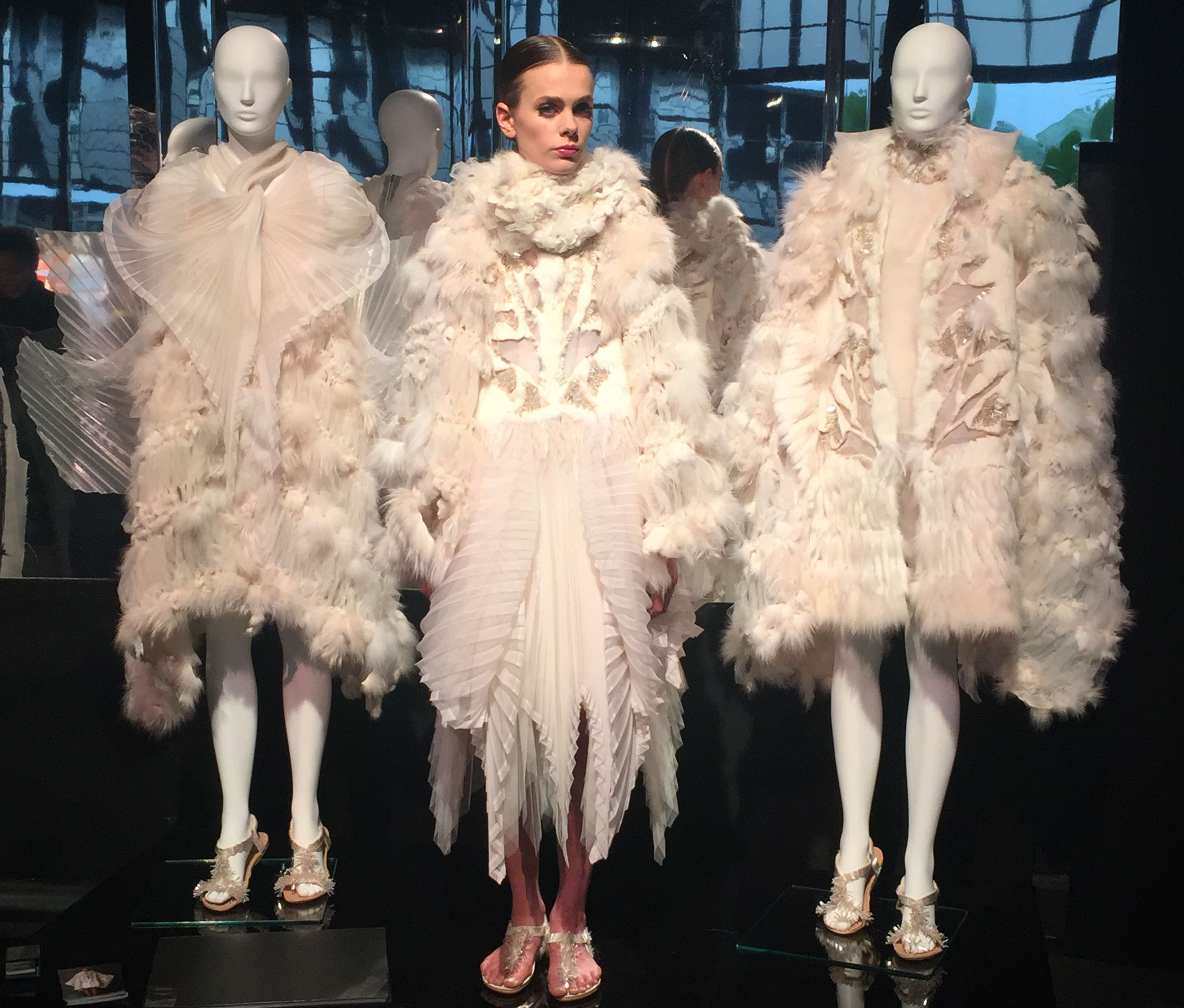
Textil mit Weißfuchs (Daniel Kohavi, 2016)

Das Polarfuchs- oder Weißfuchsfell ist das Fell des Polarfuchses (auch Eisfuchs, Arktischer Fuchs oder Steinfuchs genannt) und eine Pelz-Handelsware. Der Polarfuchs spaltet sich zoologisch in zwei Farbschläge auf, den Weißfuchs und den Blaufuchs, dessen Pelz als Blaufuchsfell ebenfalls eine Handelsware darstellt.
Der Weißfuchs, die Farbvarietät des Eis- oder Polarfuchses, lebt in der gesamten nördlichen Polarzone. Der Einzelhandel differenziert selten zwischen dem Polarfuchsfell und der Weißlingsform des Blaufuchses, meist werden die ungleichen Fellarten als Weißfuchs angeboten, selbst ein skandinavisches Auktionshaus bezeichnet reinweiße Blaufüchse als Weißfuchs. Tatsächliche Polarfuchsfelle sind jedoch verhältnismäßig nur noch wenig im Handel.
Der Pelzhandel zählt das Polarfuchsfell zu den sogenannten Edelfuchsfellen, wie das Silberfuchsfell, das Blaufuchsfell und das Kreuzfuchsfell.
Die wildlebenden europäischen Populationen des Polar- oder Eisfuchses sind nach der Bundesartenschutzverordnung streng geschützt.

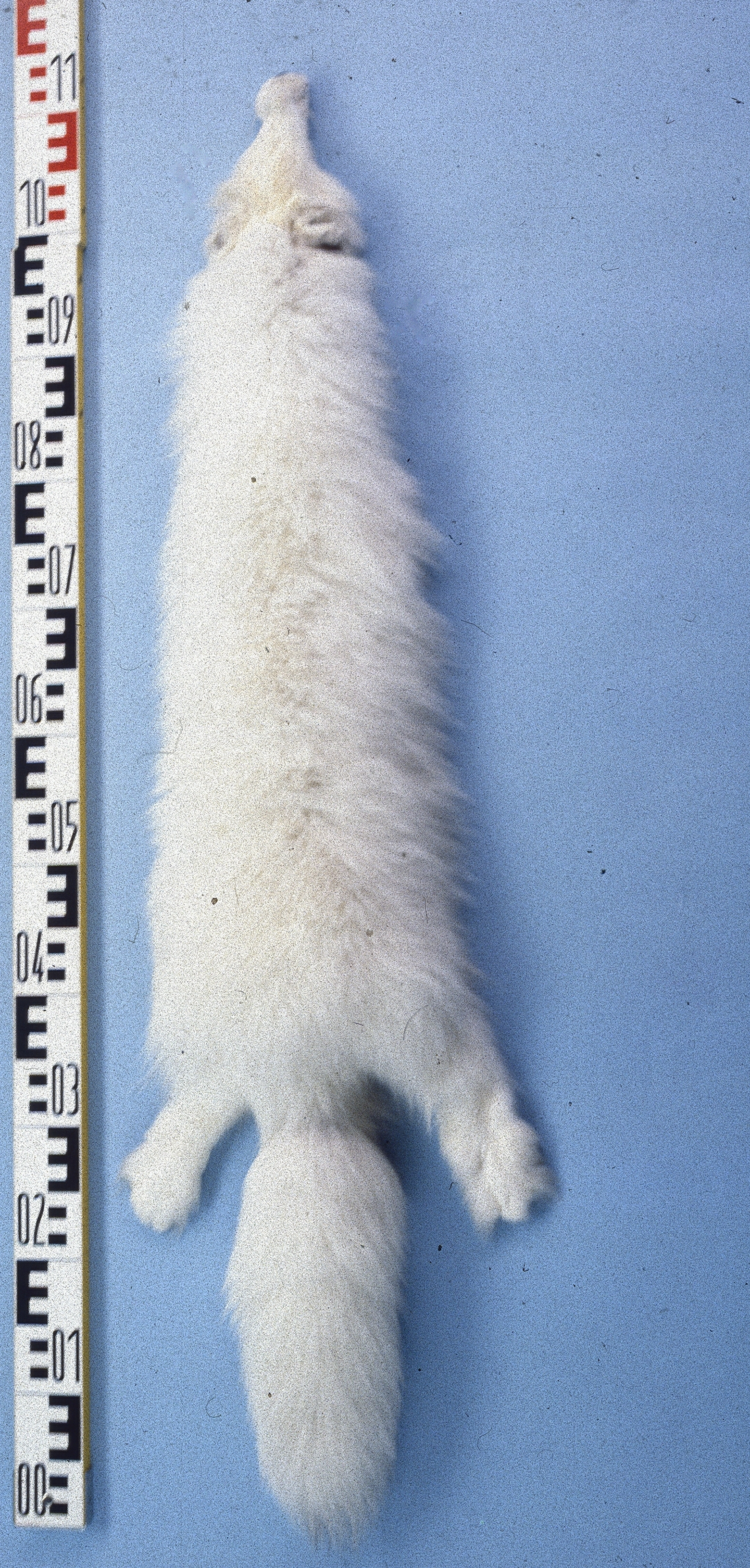
Polarfuchsfell

## Fell
Das Fell des Polar- oder Weißfuchses ist etwa 46 bis 68 cm lang, der Schweif 30 bis 40 cm. Die Fellgröße ist in den verschiedenen Jahren oft unterschiedlich, selbst wenn die Felle aus dem gleichen Territorium kommen, vermutlich hängt das mit dem unterschiedlichen Nahrungsangebot, insbesondere dem Auftreten der Lemminge, zusammen. Die Felle aus dem östlichen Kanada sind etwas kleiner als die aus dem Westen. Frühe Fänge sind kleiner als späte. Den Trappern war das bewusst, jedoch ist das Vorkommen im Frühjahr größer, so dass sie es um der höheren Ausbeute wegen in Kauf nahmen. Farmtiere sind durchschnittlich bedeutend größer. Die Pfoten sind im Winter dicht behaart. Das Fell ist durchschnittlich kleiner und der Schweif kürzer als beim Blaufuchs; das sehr weiche Haar ist lang, feinseidig (seidiger als das des Rotfuchses und des Blaufuchses), teils langgrannig, die dichte Unterwolle hat die stärkste Verfilzung aller Fuchsarten. Kleinere Felle sind mitunter seidiger im Haar als große.
Das Sommerfell des Weißfuchses ist steingrau bis graubräunlich, fast olivbraun, mitunter noch dunkler, mit fuchsroten Tönen; die Flanken sind entsprechend heller, der Bauch geht ins Weißliche, die Schenkel gleichen farblich den Flanken. Die Läufe und deren Sohlen sind bräunlichgrau. Bei den sich entwickelnden Jungfüchsen wird noch zwischen erheblich großen Unterschieden in den Härungsphasen differenziert. Vom dunklen Rückenstreifen läuft kreuzförmig ein dunkles Band zu den Läufen hinab, daher auch der Name „Kreuzfuchs“ für das Sommerfell. Der Schweif ist oben bräunlich, sonst heller mit blassrotfuchsigen Schattierungen, der Kopf ist bräunlichgrau, die Ohren sind hinten graubraun und innen weiß.
Das Winterfell ist reinweiß, mitunter zart cremefarbig bis gelblich. Die Unterwolle ist weiß bis blauweiß. Weitere Unterscheidungen der Entwicklungsstadien im Abschnitt Handel, Geschichte. Seinen vollen Winterpelz trägt der Polarfuchs von Dezember bis Januar. Auf Grönland bleibt das Fell wegen des kurzen Sommers ganzjährig weiß.
Die Winterhaargranne ist mit durchschnittlich 4,6 cm doppelt so lang wie im Sommer, das Unterhaar ist 3,8 cm lang. Die Winterhaare sind auch dicker. 97 Prozent der Haare sind Wollhaare, nur 3 Prozent Grannen.
Im Allgemeinen ist die Unterwolle sehr kräftig, das Oberhaar deckt sie nicht immer gut ab. Beim Überstreichen mit der Hand bietet das dichte, stumpfe Unterhaar mehr Widerstand als bei einem gut grannigen Fell. Wollige Felle haben beriebene Pümpfe (Fellhinterteile).
Der Haltbarkeitskoeffizient für Edelfuchsfelle wird mit 50 bis 60 Prozent angegeben. Bei einer Einteilung der Pelztiere in die Haar-Feinheitsklassen seidig, fein, mittelfein, gröber und hart wird das Weißfuchshaar als fein eingestuft.

## Handel, Geschichte

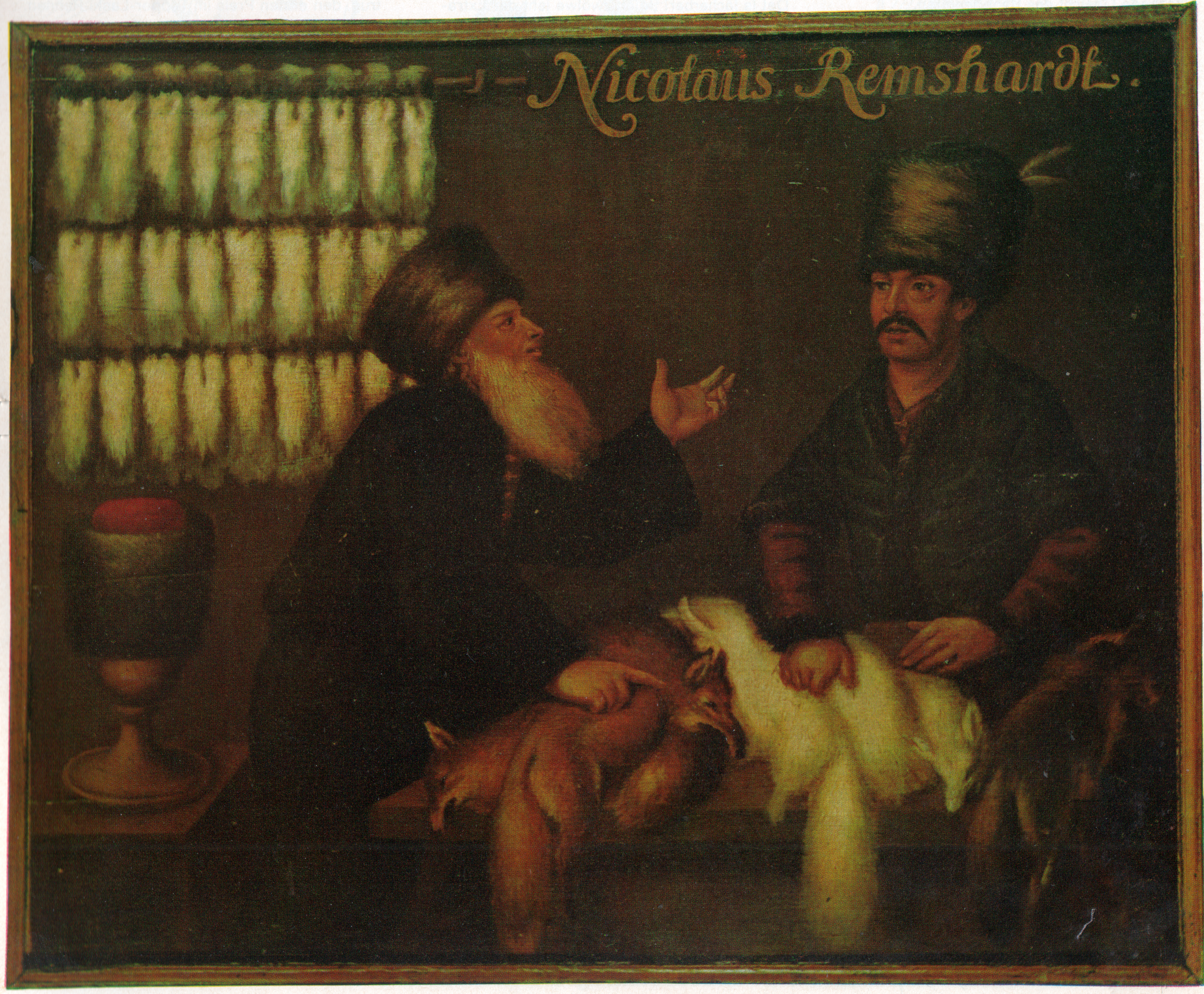
Weißfuchsfelle auf dem Verkaufstisch des Kürschners Nicolaus Remshardt aus Göppingen. Sein Schild am Messestand (um 1800)

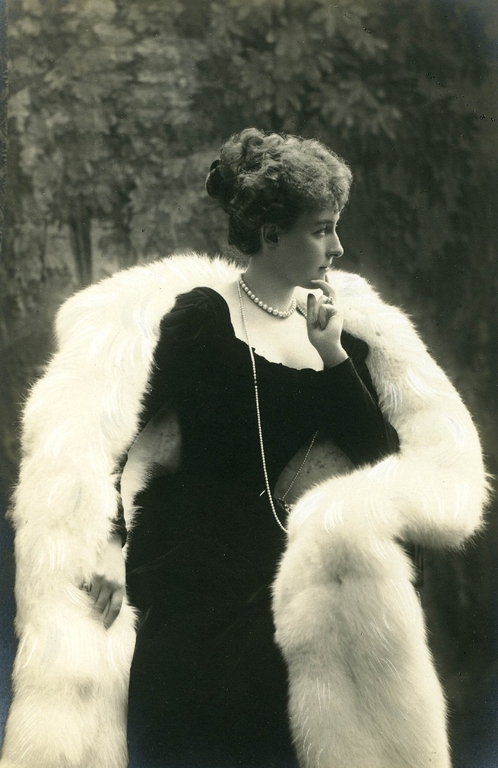
Hélène of Orléans – Prinzessin von Orléans, Prinzessin von Frankreich, Herzogin von Aosta, 1903, zur Zeit des Beginns der Weißfuchsmode

Von jeher galt das Blaufuchsfell wertvoller als das des Weißfuchses. In manchen Gegenden führte es dazu, dass sich durch die gezielte Bejagung der Blaufüchse das ehemalige Gleichgewicht zugunsten der Weißfüchse verschob, auf der Beringinsel wurden die Blaufüchse „bis auf einen kümmerlichen Rest“ vernichtet. 1858 verfügte ein russischer Erlass sogar die Tötung aller Weißfüchse bei gleichzeitiger Einschränkung der Jagd auf den Blaufuchs.
1762 wird der Import der weißen Füchse aus „Russland, Norden und Polen“ genannt. Man futtert die ungarischen Pelze mit diesen Fuchsbälgen. 1883 wird die häufige Verwendung von Weißfuchsfell auch für Polen und Russland selbst und in der Türkei erwähnt: „Pelze mit weißem Fuchsfutter sind besonders ein von türkischen Frauen vielbegehrter Gegenstand.“
1821 fand der Engländer John Dundas Cochrane „im entlegensten Zipfel Sibiriens“ einen bereits gut organisierten Pelzmarkt der Tschuktschen vor, auf dem Eis des Anjui-Flusses hinter Nischni Kolymsk. Die wertvollen Schwarzfuchsfelle wurden dort für 35 bis 210 Taler angeboten, die Silberfüchse für 70 Taler, Rot- und Graufüchse für 14 bis 21 Taler, Brandfüchse mit 5 Talern, Blaufüchse für 2 bis 3 Taler und Weißfuchsfelle mit ⅔ bis 2 Taler.

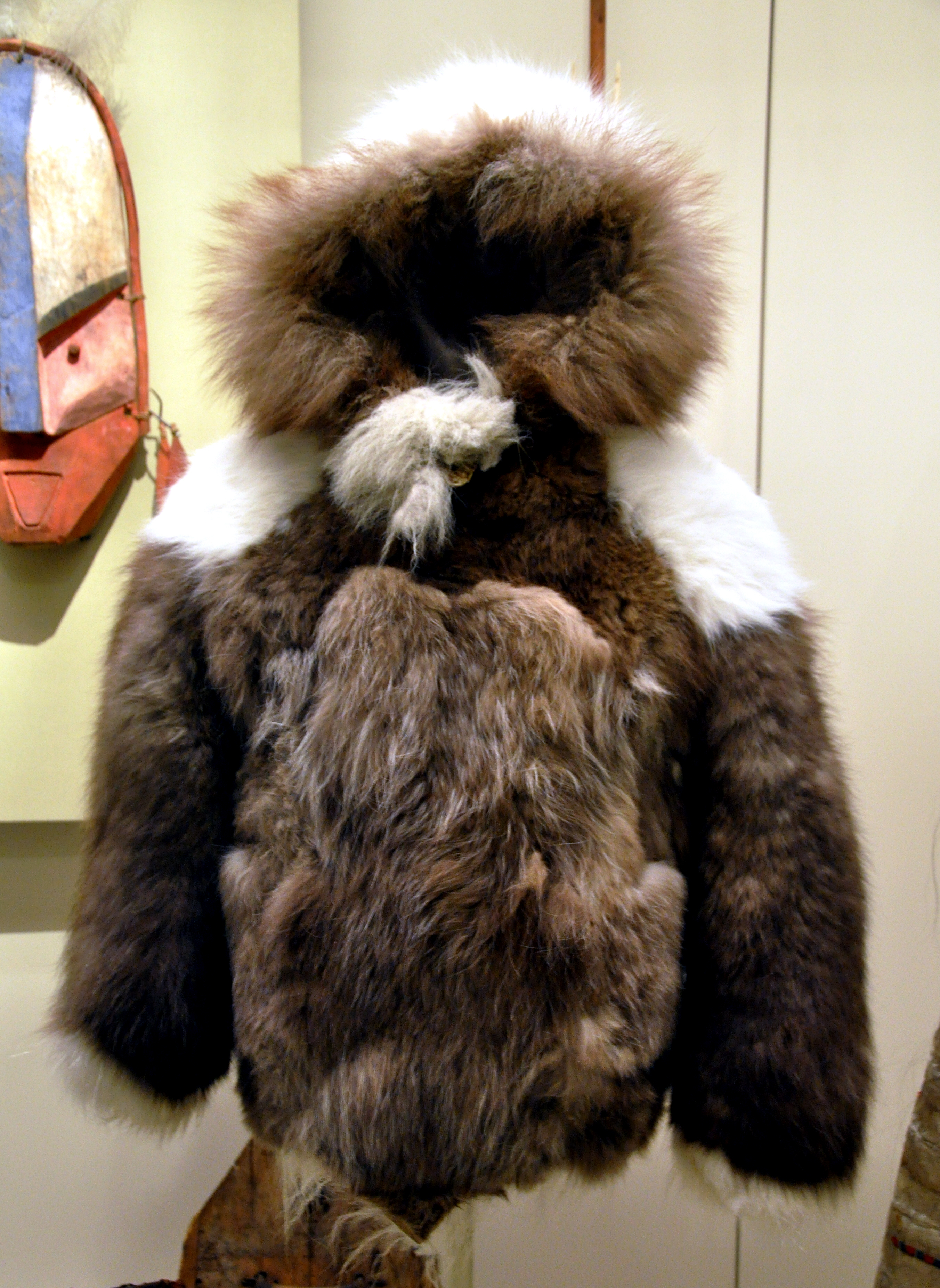
Kapatak, Kapuzenjacke der Inuit aus Bären- und Polarfuchsfell (Qaanaaq, Grönland 1973)

Angeblich mit einer Diva, die mit einem weißen Fuchspelz Furore machte, begann dann doch um die Wende zum 20. Jahrhundert die große Zeit der Weißfuchsmode. 1931 erregte eine weitere Diva, die Schauspielerin Marlene Dietrich, einiges Aufsehen, als sie mit„einem märchenhaften Abendmantel aus weißem Crêpe Suéde mit sechs Weißfüchsen als Besatz aus dem Modellhaus Max Becker“ auf dem Berliner Presseball erschien.
Bis zum Sommer 1915 hatte sich kaum ein Trapper die Mühe gemacht, den Fuchs mit dem geringwertigeren Pelz zu fangen, lediglich die Eskimos fütterten damit ihre Hosen. Auch lieferten die Eskimos die Felle später ohne die Vorderpfoten ab, diese behielten sie als Andenken, vermutlich aus einer religiösen Tradition heraus. In dem bisherigen Fanggebiet der Hudson’s Bay Company gab es kaum Weißfüchse, damit verlagerte sich ein Teil der Jagd mit Hilfe der einheimischen Inuit auf die bisher nur von einzelnen Expeditionen besuchte kanadische Antarktis. Die Handelsposten waren bald so weit nördlich, dass der Polarforscher Knud Rasmussen (* 1879 † 1933) bereits schrieb: „Längs Kanadas arktischer Küste liegt wie eine einzige Stahlschere Falle neben Falle, die unbarmherzig über jedem unvorsichtigen Weißfuchs zusammenschlägt, welcher sich von der einladenden Lockspeise verführen lässt“. Mit der Jagd auf den Polarfuchs nahm Kanada auch die arktische Inselwelt praktisch in Besitz, die ganze Organisation dort war nur dazu entstanden. Nach Angabe des kanadischen Dominion Bureau of Statistics betrug die jährliche Ausbeute vor 1970 jährlich etwa 45 bis 55 Tausend Felle, dagegen von den dort seltenen Blaufüchsen nur einige Hundert.
Für die von der Jagd lebenden russischen Bevölkerungsteile bildete der Weißfuchs eine mit ausschlaggebende Existenzgrundlage. Als die starke Bejagung zu einem extremen Rückgang der Populationen führte und gleichzeitig die Marktpreise einbrachen, wirkte sich dies anfangs der 1930er Jahre katastrophal auf die ökonomischen Verhältnisse der Ureinwohner Nordkanadas und Alaskas aus. In den 1960er Jahren kamen wieder jährlich etwa 65 Tausend Felle von dort in den Handel. In Nordamerika waren Blau- und Weißfuchsfelle geradezu eine Art Pelzgeld im Tauschverkehr mit den Eskimos.
Das Sommerfell des Polarfuchses wird nicht gehandelt. Jedoch bis noch zum Ersten Weltkrieg waren diese daunenweichen Felle ein gesuchter Artikel für leichte, dabei aber warme und haltbare Futter, doch sind Jagd und Fang von Polarfüchsen in diesem Alter jetzt verboten. Felle kurz vor (flach, bläulich) oder nach der Hauptzeit („ragged shedding“) erlegt, gelten als praktisch wertlos.
Die einzelnen Entwicklungsstadien für Weißfüchse bezeichnet der russische Handel wie folgt:
Kopanez (Gräber)
Bis zum 10. Lebenstag.
Slepuschonka

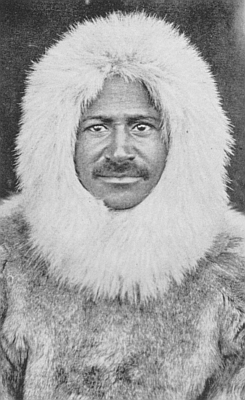
Matthew Henson (* 1866; † 1955) direkt nach einer Polarexpedition, mit polarfuchsverbrämter Rentierfelljacke

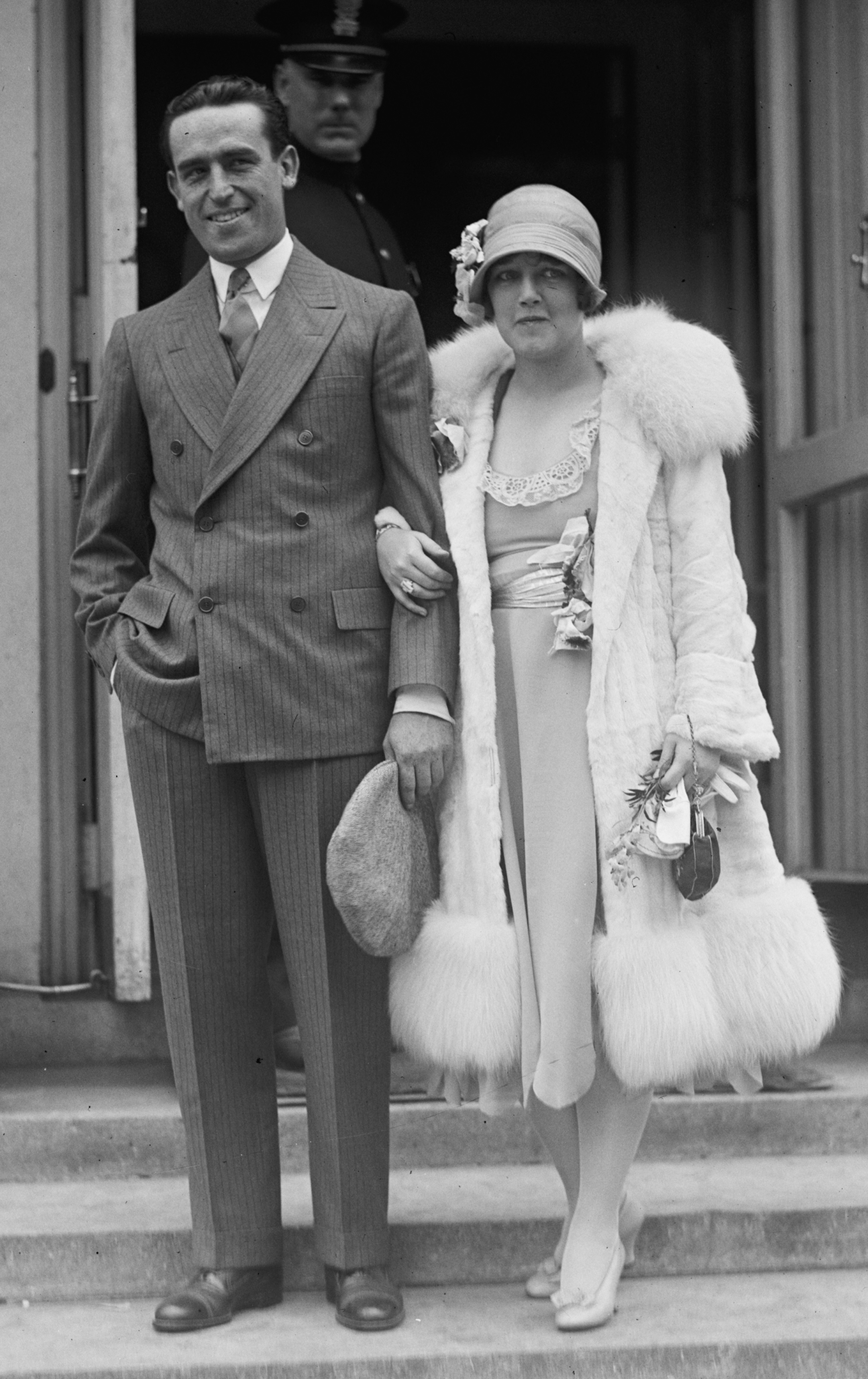
Schauspielerin Mildred Davis mit Mantel aus Hermelin- und Polarfuchsfell (1925)

1 bis 2 Monate alt; Fell dunkelbraun, fast schwarz; mit spärlichen Grannenhaaren.
Nornik (Höhlenbewohner)
2 bis 4 Monate alt; Fell brauner; Grannenhaare etwas reichlicher.
Krestowatik, Krestowatiki (Kreuzfuchs)
Sommerbehaarung. Haar an Wamme und Seiten aufgehellt. Ein brauner Streifen entlang des Rückens und der Schultern bilden eine Art Kreuz.
Sinjak (blau) oder Tschajatschnik
6 bis 8 Monate alt; graumeliert, bläulich (bleifarben). September bis Mitte Oktober.
Nedopesok (pios = der Hund)
Mitte bis Ende Oktober: Gräulichweiß; spärliche braune Grannenhaare, Unterwolle bläulichblau.
Polny, Rosly, Doschly (Weißfuchs)
Ab November: Weißer Winterpelz mit dichtem üppigem Haar; teilweise leicht bläulicher Schimmer am Haargrund, vereinzelt bläulich-dunkelbraune Grannen.
Weschnjak
Ende des Winters: Schwächere Behaarung.
Gagara
Ab April: Während des Haarwechsels, das Fell hat kaum Grannen.
- Ferner wird unterschieden zwischen den Küstenfüchen und den Lemmingfüchsen, das Auftreten der Weißfüchse fällt mit dem ihrer Hauptnahrung, den Lemmingen, zusammen.[14]

Herkommen
| 1. Russland-Sibirien | Nowaja-Semilia = Beste Qualität, üppiges seidiges Haarkleid mit hoher Granne, dichter Unterwolle; schneeweiß.                                     |
|                      | Jakutsky = Etwas kleiner, Haardecke üppig, seidenweich; dünne Granne, dichte Unterwolle, reinweiß.                                                |
|                      | Obdorsky = Mittelgroß; nicht so üppig; bedeutend weniger seidig, kurze Granne, dichte Unterwolle; weiß, teils leicht cremefarben.                 |
|                      | Petschora = Klein; nicht üppig, kurze Granne, wenig Unterwolle. Weiß, teils etwas bläulich („Magermilch-Farbe“).                                  |
| 2. Skandinavien      | Spitzbergen, Nordnorwegen (Finnmarken). Ähnlich den russisch-sibirischen, doch erheblich kleiner und geringer in der Qualität.                    |
| 3. Island-Grönland   | Klein bis mittelgroß; mittelrauch, geringer in der Qualität. Teils weiß, teils gelblich. Vereinzelt schwarzgrannig (grauspitzig). Gut zum Färben. |
| 4. Nord-Amerika      | Feineres Haar als die russisch-sibirischen Herkommen.                                                                                             |
|                      | Alaska, Yukon (Territorium) = Groß; rauch, sehr seidig; weiß. Von der Westküste gröber im Haar.                                                   |
|                      | Hudson-Bay-Territorien = Groß; kräftiges Haar, sehr seidig; meist weiß, teils leicht gelblich.                                                    |
|                      | Labrador = Sehr groß; sehr seidig; weiß. Feinste Sorten: Whale River District, York Fort und Escimo Bay.                                          |

Auktions-Sortimente (Stand 1988)
| a) Russischer Standard                              | |
| Herkommen:                                          | Nowosemolsky [Provenienz unklar], Kamtschatsky, Jenniseisky, Jakutsky, Obdorsky, Petschorsky, Mesensky |
| Sorten:                                             | I. Sorte: vollhaarig |
|                                                     | II. Sorte: weniger vollhaarig |
|                                                     | III. Sorte: flachhaarig |
|                                                     | IV. Sorte: flachhaarig, leicht beschädigte, stark beschädigte, unbrauchbare |
| b) Hudson’s Bay and Annings Ltd., London            | |
| Sortimente:                                         | Canada, Soviet, Scandinavian |
| Größen:                                             | I, II, III, IV, damaged |
| Farben:                                             | reinweiß, leicht gelblich, wobei noch zwischen greasy (fettig) und stained (leicht gelblich) unterschieden wird. Fettige (tranige) Stellen werden bei der Zurichtung nicht mehr völlig weiß, sondern bleiben gelb. |
| c) The Royal Greenland Trade Department, Copenhagen | |
| Sortimente:                                         | Grönland, Island |
| Größen:                                             | exlarge, large, medium, small |
| Farben:                                             | clear white (reinweiß), ivory (elfenbein), yellow belly (gelbliche Wamme), yellow (gelblich), mixed |

Die amerikanischen Trapper liefern die Felle wegen des besseren Schutzes des Haars meist mit der Lederseite nach außen an, im Großhandel werden Weißfuchsfelle aller Herkommen wegen der besseren Bewertungsmöglichkeit mit der Fellseite nach außen angeboten.(Anm.: Letzteres dürfte sich auf bereits gegerbte Felle beziehen)
Schon wegen der gleichmäßig weißen Färbung sind Mängel beim Weißfuchs schwerer zu erkennen als bei anderen Fellarten. Ein Fachbericht gibt deshalb dafür eine detaillierte Anweisung:
„Das Fell wird über den linken Oberarm gelegt, zunächst mit Kopf und Nacken: die andere größere Partie hängt indessen auf der Außenseite des Vorderarmes herab. Dann wird die auf dem Vorderarm aufliegende Fellpartie - der Nacken - gegen das Licht gehalten, um zu sehen, ob das Oberhaar (die Granne) sowohl in der Mitte des Felles als an den Seiten gleichmäßig entwickelt ist.“
„Ist diese Prüfung erfolgt, so wird das Fell mit der rechten Hand am Kopf ergriffen und langsam über den Vorderarm hinweg bis zum Pumpf heruntergezogen. Während dieser Manipulation wird die Fellpartie in der oben angedeuteten Weise auf die Wuchsentwicklung des Oberhaares geprüft.“

### Polarfuchsfell, Stand 1911, nach Rauchwarenhändler Emil Brass

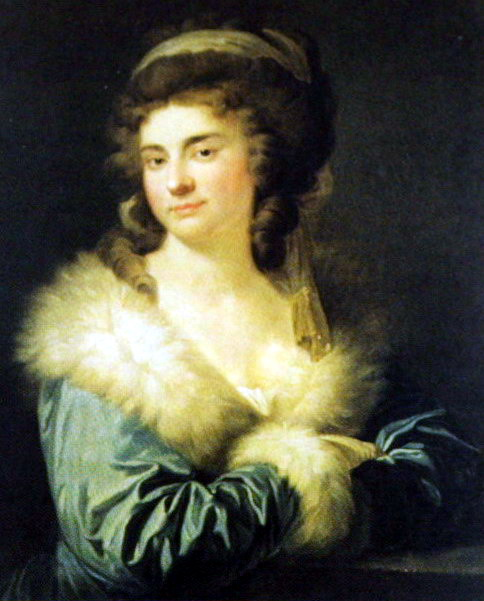
Julia Potocka (1764–1794) mit Polarfuchsbesatz, Polen

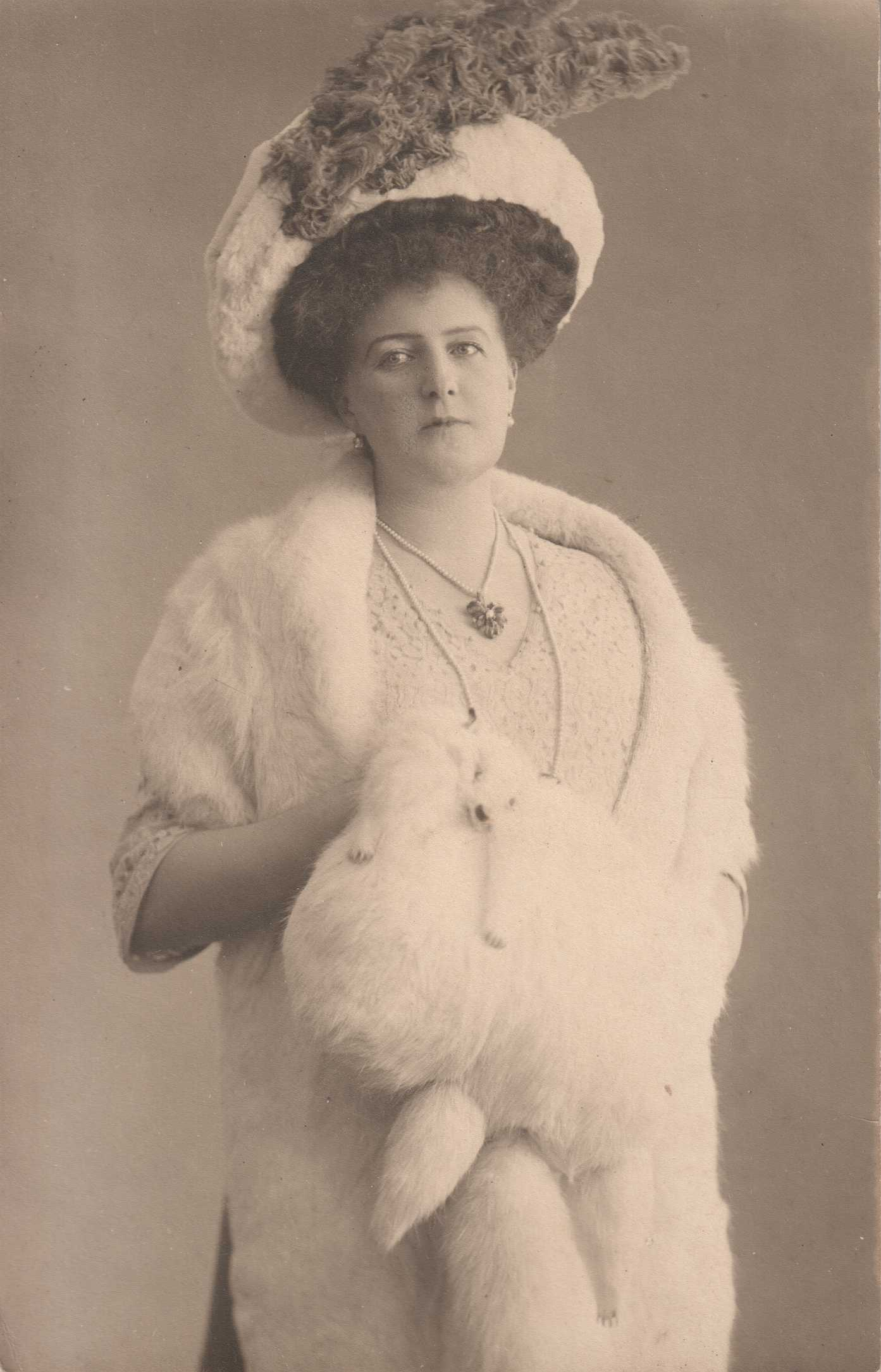
Dame mit Polarfuchsstola und -muff. Über dem Muff scheint ein junger Fuchs hervorzuschauen (Berlin, 1912)

Der Berliner Fellhändler Emil Brass schreibt 1911 über die Polarfuchsfelle:
Der auf Spitzbergen, Grönland, Island und eventuell auf den Färöer-Inseln vorkommende Polarfuchs ist mit einer Länge von 60 cm wesentlich kleiner als die amerikanischen Weißfüchse. Das Haar ist dichtstehend, lang und seidig, der Schweif rund und gedrungen mit dichtem wolligen Haar. Die Königl. Grönländische Handlung brachte jährlich 800 bis 1000 Felle nach Kopenhagen zur Auktion, die in vier Qualitäten sortiert wurden, von der besten Sorte waren immer nur wenige vorhanden. Noch etwa die gleiche Menge wurde vermutlich über die Häfen Trondheim, Bergen, Tromsø usw. angeliefert.
Der in Labrador seinerzeit sehr zahlreiche Fuchs ist bedeutend größer als der Grönlandfuchs, aber auch sehr fein im Haar. Die besten kommen aus dem Little-Whale-River-District.
An der Küste der Hudsonsbay, den Barrengrounds, lebt ein großer Weißfuchs mit etwas gröberem Haar. Der Fuchs an der Westküste Alaskas ist ebenfalls groß mit grobem Haar. Auf der Insel Kadiak befindet sich ein grobhaariger großer Weißfuchs mit kurzem breiten Schädel.
Auf der Beringinsel lebt eine etwas kleinere Art. Zu Vitus Berings Zeiten († 1741) befanden sich dort „unglaubliche Mengen sowohl Blaufüche als auch Weißfüchse“.
Von der Hudson’s Bay Company kamen jährlich etwa 6000 bis 8000 Weißfuchsfelle auf die Auktionen. Die von den Herrnhuter Missionaren geleitete Harmony Company in Labrador verkaufte etwa 1000 Felle jährlich über London. Von der Firma Lampson kamen etwa 8000 bis 10.000 nordamerikanische Felle, die meisten von der Westküste. Etwa die gleiche Menge stammte aus der Polarzone oberhalb Seattle und San Francisco, sie wurden jedoch meist in den USA verbraucht. Sehr zahlreich waren auch die Weißfüchse an der sibirischen Eismeerküste. Die besten kamen aus dem Jenisseisky-Distrikt, dann aus dem Yakutsky-Distrikt und dem des Olenek und des Kolyma. Diese Art ist der von der Hudson Bay sehr ähnlich, die Füchse sind wesentlich größer als die grönländischen Felle. Viele davon haben eine gelbliche Färbung. Jährlich kamen mindestens 60 Tausend Stück, meist über den Pelzhandel auf der Irbit-Messe und die Pelzmesse in Nischni Nowgorod, in den Handel. Der Wert eines Polarfuchsfells schwankte vor 1911 zwischen 20 und 60 Mark, der eines Blaufuchses dagegen zwischen 60 und 200 Mark.

## Veredlung, Verarbeitung

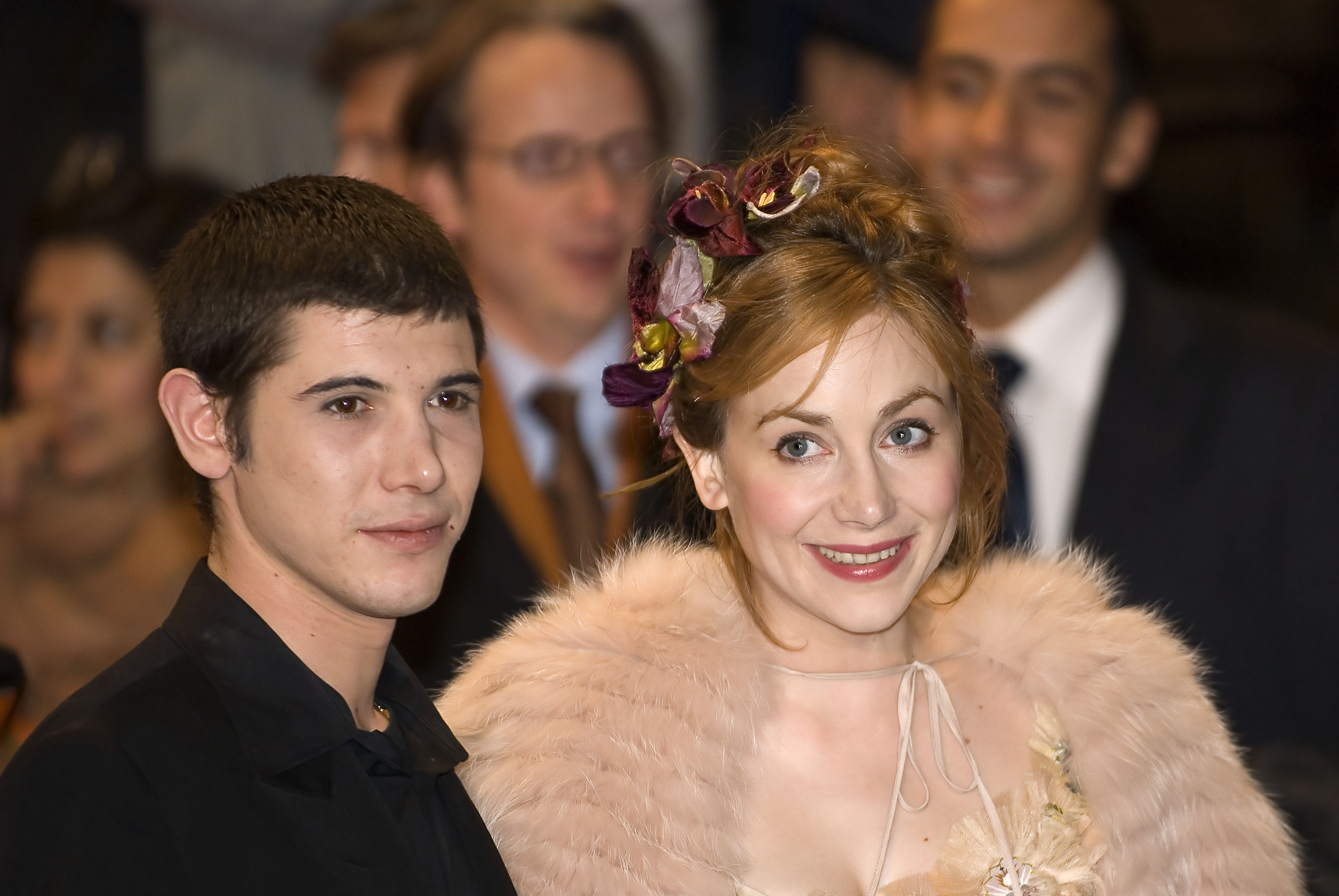
Julie Depardieu mit breit gefedertem Weißfuchskragen (2006)

Das Polarfuchshaar ist deutlich weicher als das des Rotfuchses, die Unterwolle ist so verfilzt, dass man beim Hineinblasen das Leder nicht sieht. Beim fertigen Pelz sind selbst zwischengesetzte Lederstreifen nicht zu finden, wenn sie nach traditioneller Kürschnerkunst ohne Zerreißen des Haarvlieses eingenäht wurden. Diese Galonieren genannte Arbeitstechnik wurde deshalb ganz besonders bei Polarfuchsfellen angewendet. Hier führt sie neben der Vergrößerung der Fellfläche auch zu einer Auflockerung und Verschönerung des Haarbildes. Wegen der extrem dichten, verfilzten Unterwolle besteht beim Polarfuchs bei fachgerechter Ausführung keine Gefahr, dass beim Knicken des Fells die eingenähten Lederstreifen zu sehen sind. Polarfuchsfelle sind verhältnismäßig kurz, so dass sich die einmal so beliebten Fuchskolliers ohne Galonieren aus einem Fell nicht herstellen ließen, insbesondere wenn auch die Unterseite aus Pelz und nicht aus Seide sein sollte.

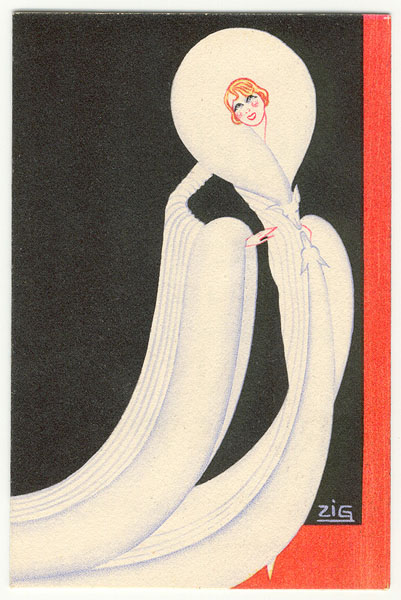
Werbung Firma Fourrures André Brunswick (ca. 1930)

Sind die Polarfuchsfelle nicht reinweiß oder bereits vergilbt, werden sie geschönt, mit optischen Aufhellern gebleicht. Auch zum Färben bestimmte Ware wird häufig zuvor aufgehellt, um eine klarere Farbe und gleichmäßigere Sortimente zu erhalten. Die Veredlung von Fellen allgemein wird als Pelzveredlung zusammengefasst.
Alle Arten der Weißfuchsfelle werden entweder weiß belassen oder gefärbt verarbeitet. 1928 wird das Färben der oft fleckigen Felle in ein gleichmäßiges blaugrau erwähnt, für „den herrlich schönen, gesuchten Frühjahrs- und Sommerpelz“, daneben die Farben Platin, Silbergrau, Beige, Orange und Marder.
Unter der Bezeichnung Slatefuchs wurden schiefergrau gefärbte Weißfüchse gehandelt. Wurden andere, nicht den Edelfüchsen zuzurechnende Fuchsarten slategefärbt, müssten sie nach einem Gutachten der Industrie und Handelskammer Leipzig aus dem Jahr 1936 einen erklärenden Zusatz erhalten, wie „Rotfuchs auf Slate gefärbt“ oder „Mongolenfuchs auf Slate gefärbt“ oder „Landfuchs auf Slate“ gefärbt oder ähnlich.
Die weißen, ungefärbten Fuchsfelle werden in besonderem Umfang zu Besätzen und Kleinteilen verarbeitet. Im Übrigen sind sie das klassische Material für festliche Pelze, Schals, Mäntel und Jacken, ehemals auch in hohem Maße für Kolliers, Muffe und Kleiderbesatz. Aber auch die gefärbten Felle dienen, neben Jacken- und Mantelbesätzen sowie Kapuzenverbrämungen, ähnlichen Zwecken.
Im Jahr 1965 wurde der Fellverbrauch für eine für einen Weißfuchsmantel ausreichende Felltafel mit 14 bis 16 größeren, oder mit 17 bis 20 kleineren Fellen angegeben (sogenanntes Mantel-„Body“). Zugrundegelegt wurde eine Tafel mit einer Länge von 112 Zentimetern und einer durchschnittlichen Breite von 150 Zentimetern und einem zusätzlichen Ärmelteil. Das entspricht etwa einem Fellmaterial für einen leicht ausgestellten Mantel der Konfektionsgröße 46 des Jahres 2014. Die Höchst- und Mindest-Fellzahlen können sich durch die unterschiedlichen Größen der Geschlechter der Tiere, die Altersstufen sowie deren Herkunft ergeben. Je nach Pelzart wirken sich die drei Faktoren unterschiedlich stark aus.
Wie bei den meisten Fellarten wird auch vom Polar- beziehungsweise Weißfuchs jedes Fellteil genutzt. Aus den bei der Verarbeitung abfallenden Fellresten werden Fuchsstücken-, Fuchswammen und Fuchspfotentafeln gefertigt. Der Hauptort für die Verwertung der in Europa anfallenden Fellreste ist Kastoria in Griechenland sowie der in der Nähe liegende kleinere Ort Siatista. Diese Halbfertigprodukte werden zum größten Teil wieder exportiert und dann zu Pelzinnenfuttern, Jacken, Mänteln und Besätzen gearbeitet. Aus den Schweifen macht man Kapuzenverbrämungen, auch dienen sie als Anhänger für Schlüsselbunde, Taschen usw., bei entsprechender Mode auch als Boas.

## Zahlen, Fakten
- 1910 kamen etwa in den Handel: 50.000 Weißfuchsfelle aus Asien, 30.000 aus Amerika und 3000 aus Europa (6000 Blaufuchsfelle aus Amerika, 4000 aus Sibirien und 1000 aus Nordeuropa).[19]

- 1925 wurde die jährliche Produktion an Weißfuchsfellen folgendermaßen geschätzt: Für Nordamerika 30.000, Asien 25.000 und Europa 10.000 Stück.[20]

Im Verlauf dieses Jahres hat das Landwirtschaftsamt der USA 92 Erlaubnisscheine für den Fang von Weißfüchsen auf Alaska, die für Zuchtzwecke verwendet wurden sowie 33 Erlaubnisscheine für das Erlegen von Weißfüchsen ausgestellt.
Auf der Halbinsel Seward bestand eine Anzahl von Farmen auf denen mit ersten Versuchen der Gehegehaltung des Weißfuchses begonnen worden war.
- Vor 1944 betrug der Höchstpreis für naturfarbene oder gefärbte Weißfuchsfelle:

beste 245 RM; mittlere 200,- RM, geringe 75 RM
Blaufüchse: beste 350 RM; mittlere 500 RM.
- 1968 wurde die Gesamtzahl der wildlebenden Polarfüchse für die Tundren der Sowjetunion auf 200 Tausend, für Nordamerika auf 140.000 bis 160.000 geschätzt.[14]

- 1988 lagen über den Jahresanfall keine genauen Zahlen vor. In Nordamerika fielen zu der Zeit 40.000 bis 50.000 Blau- und Weißfuchsfelle wildlebender Tiere an, davon schätzungsweise die Hälfte Blaufüchse. Die kanadische Statistik von 1985/86 wies für Kanada etwa 6000 Felle aus. 1987 wurden auf den russischen Auktionen 5000 Felle angeboten.

- Jahresanfall Polarfuchsfelle in Kanada, durchschnittlicher Stückpreis (Saison 1945/46 bis 1973/74)[22]:

| Saison  | Anzahl | kanad. $ |
| ------- | ------ | -------- |
|         |        |          |
| 1945/46 | 27.169 | 22,83    |
| 1946/47 | 67.314 | 13,49    |
| 1947/48 | 55.423 | 11,12    |
| 1948/49 | 33.126 | 8,91     |
|         |        |          |
| 1949/50 | 19.775 | 8,45     |
| 1950/51 | 52.566 | 13,02    |
| 1951/52 | 53.654 | 8,16     |
| 1952/53 | 40.710 | 8,86     |
| 1953/54 | 36.370 | 11,10    |
|         |        |          |
| 1954/55 | 81.783 | 11,39    |
| 1955/56 | 31.728 | 13,14    |
| 1956/57 | 28.338 | 16,28    |
| 1957/58 | 31.890 | 15,26    |
| 1958/59 | 26.539 | 19,97    |

| Saison  | Anzahl | kanad. $ |
| ------- | ------ | -------- |
| 1959/60 | 14.457 | 24,44    |
| 1960/61 | 51.995 | 19,49    |
| 1961/62 | 45.358 | 11,27    |
| 1962/63 | 9.880  | 14,42    |
| 1963/64 | 32.447 | 14,92    |
|         |        |          |
| 1964/65 | 40.831 | 10,34    |
| 1965/66 | 11.656 | 10,34    |
| 1966/67 | 34.126 | 15,67    |
| 1967/68 | 29.683 | 11,37    |
| 1968/69 | 20.231 | 14,10    |
|         |        |          |
| 1969/70 | 7.363  | 13,91    |
| 1970/71 | 26.218 | 12,30    |
| 1971/72 | 33.655 | 11,40    |
| 1972/73 | 10.146 | 19,32    |
| 1973/74 | 53.415 | 32,34    |

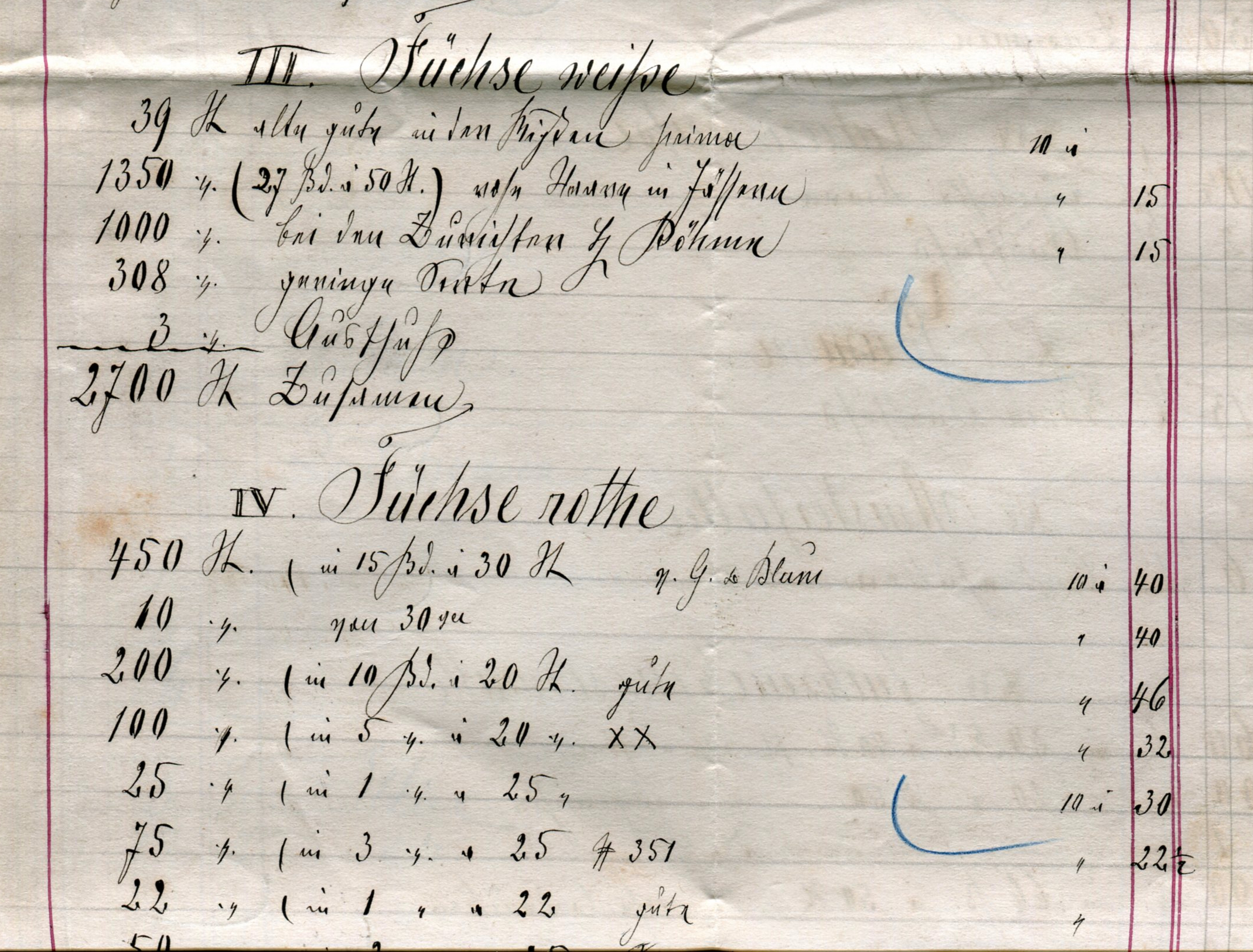
Weiß- und Rotfuchsfelle. Eintrag im Hauptbuch des Leipziger Rauchwarenhändlers Soter Keskari im Jahr 1868

- Verteilung des Aufkommens in den Kanadischen Territorien und Provinzen in den Saisons 1972/73 + 1973/74[22] sowie 2007 (2608 Felle) + 2008 (2514 Felle)[23]

|         | Neufundland Stück/Dollar | Nova Scotia Stück/Dollar | Québec Stück/Dollar | Ontario Stück/Dollar | Manitoba Stück/Dollar | Saskat- chewan Stück/Dollar | Alberta Stück/Dollar | Northwest Territories Stück/Dollar | Yukon (Territorium) Stück/Dollar | Nunavut Stück/Dollar |
| ------- | ------------------------ | ------------------------ | ------------------- | -------------------- | --------------------- | --------------------------- | -------------------- | ---------------------------------- | -------------------------------- | -------------------- |
| 1972/73 | - / -                    | 8 / $ 26,00              | 921 / $ 26,00       | - / -                | 63 / $ 27,4           | 7 / $ 26,43                 | 37 / $ 942           | 8.975 / $ 18,32                    | 2.264 / $ 80,00                  |                      |
| 1973/74 | 12 / $ 18,25             | 34 / $ 34,50             | 12.531 / $ 39,00    | 18 / $ ?             | 61 / $ 36,33          | 19 / $ 31,84                | 136 / $ 43,16        | 40.555 / $ 30,21                   | 2.950 / $ 100,73                 |                      |
|         |                          |                          |                     |                      |                       |                             |                      |                                    |                                  |                      |
| 2007    | 0 / 0                    | 0 / 0                    | 358 / $ 19,86       | 6 / $ 13,00          | 20 / $ 19,55          | 0 / 0                       | 0 / 0                | 346 / $ 20,75                      | 0 / 0                            | 1.878 / $ 21,32      |
| 2008    | 0 / 0                    | 0 / 0                    | 514 / $ 15,31       | 1 / $ 25,00          | 77 / $ 20,45          | 2 / $ 23,00                 | 0 / 0                | 858 / $ 19,88                      | 3 / $ 16,00                      | 1.059 / $ 20,93      |

## Anmerkung
1. ↑  Die angegebenen vergleichenden Werte (Koeffizienten) sind das Ergebnis vergleichender Prüfung durch Kürschner und Rauchwarenhändler in Bezug auf den Grad der offenbaren Abnutzung. Die Zahlen sind nicht eindeutig, zu den subjektiven Beobachtungen der Haltbarkeit in der Praxis kommen in jedem Einzelfall Beeinflussungen durch Gerbung und Veredlung sowie zahlreiche weitere Faktoren hinzu. Eine genauere Angabe könnte nur auf wissenschaftlicher Grundlage ermittelt werden. Die Einteilung erfolgte in Stufen von jeweils 10 Prozent. Die nach praktischer Erfahrung haltbarsten Fellarten wurden auf 100 Prozent gesetzt.